# Felix Wagner (Schiedsrichter)
Felix Wagner (* 17. Dezember 2000) ist ein deutscher Fußballschiedsrichter.

## Karriere
Felix Wagner wurde 2024 DFB-Schiedsrichter und ist als solcher für den SSV Glött im Bayerischen Fußballverband tätig.
Wagner, der im Jahr 2024 zum Schiedsrichter der 3. Liga befördert wurde, leitete in seiner Debütsaison dieser Spielklasse 13 Spiele, in welchen er 77 gelbe, vier gelb-rote und eine rote Karte vergab. Die erste Begegnung, welche von Wagner in dieser Liga geleitet wurde, fand am 25. August statt (SC Verl gegen Waldhof Mannheim). Nach einer Drittligasaison wurde Wagner im Alter von 24 Jahren erneut befördert und somit ab der Saison Saison 2025/2026 Mitglied des Schiedsrichterkaders der 2. Bundesliga.
Als Schiedsrichterassistent wird Felix Wagner neben seiner Funktion als Schiedsrichter im DFB-Pokal, in der 3. Liga und in der 2. Bundesliga eingesetzt. Ebenso ist er als Vierter Offizieller im DFB-Pokal und in der 2. Bundesliga tätig. Zudem ist Wagner in der regionalen Schiedsrichterausbildung und -weiterbildung aktiv.